# ¿Qué le pasa a mi familia?
¿Qué le pasa a mi familia? es una telenovela de comedia romántica mexicana producida por Juan Osorio para Televisa en el 2021. La telenovela es una versión libre de la serie de televisión surcoreana de 2014, ¿Qué pasa con mi familia? de Kang Eun-kyung, siendo adaptada por Pablo Ferrer García-Travesí y Santiago Pineda. La producción marca el debut de la actriz Azela Robinson, como directora de escena. Se estrenó por Las Estrellas el 22 de febrero de 2021 en sustitución de Vencer el desamor, y finalizó el 11 de julio del mismo año siendo reemplazado por Vencer el pasado.
Está protagonizada por Diana Bracho, César Évora, Eva Cedeño y Mane de la Parra, junto con Sherlyn González, Lisette Morelos, René Casados y Gabriela Platas en los roles antagónicos. Acompañados por Julián Gil, Julio Bracho, Wendy de los Cobos, Gonzalo Peña —reemplazado después por Fernando Noriega—, Paulina Matos, Gloria Aura, Rafael Inclán y con Emilio Osorio, Daniela Ordaz Castro y Mauricio Abad.
El primer tráiler de la telenovela se subió a la página web de Las Estrellas el 26 de enero de 2021.

## Trama
Regina Rueda (Eva Cedeño) es una mujer con metas claras y tiene la fuerza para lograrlas. Es asistente ejecutiva del presidente de una importante empresa de ropa y calzado. Debido a un fracaso sentimental, no cree en el amor. Patricio Iturbide (Mané de la Parra) es el director de una de las empresas de moda y calzado más importantes de México. Al conocer a Regina, la vida de Patricio da un gran giro, llevándolo a vivir una historia de amor con ella. De igual forma, cuando Doña Luz (Diana Bracho), una viuda con tres hijos, recibe un diagnóstico de cáncer terminal, decide tomar medidas extremas para reunir a sus hijos adultos y darles una lección. Ellos, absortos en su trabajo y ambiciones personales, se han distanciado de su madre y quieren que su hogar y restaurante hereden mientras estén vivos. Ella, que sabe que no tiene mucho tiempo, los procesa para obligarlos a cambiar y dejarles la mejor herencia que les puede dar una madre: la unión entre hermanos.

## Reparto
Se publicó una lista final del reparto confirmado el 19 de octubre de 2020, a través de la página oficial de People en Español.

### Principales
- Diana Bracho como Luz Torres de Rueda
- César Évora  como Jesús Rojas
- Julián Gil como Carlos Iturbide
- Gabriela Platas como Violeta Anaya de Astudillo
- Emilio Osorio como Eduardo «Lalo» Rueda Torres / Él mismo
- Gonzalo Peña como Mariano Rueda Torres (eps. 1–43)
- Eva Cedeño como Regina Rueda Torres
- Mané de la Parra como Patricio Iturbide
- Julio Bracho como Esteban Astudillo
- Wendy de los Cobos como Alfonsina «Ponchita» Torres
- René Casados como Wenceslao Rueda
- Paulina Matos como Constanza Astudillo Anaya
- Lisette Morelos como Ofelia del Olmo
- Gloria Aura como Federica Torres
- Daniela Ordaz Castro «Danka» como Marisol «Sol» Morales Flores
- Mauricio Abad como Alan Barba del Olmo
- Margarita Vega como Pamela Pérez Nava
- Roberta Burns como Gilda Huerta Godínez
- Claudia Arce Lemaitre como Salma Montes de Oca Medinilla
- Tania Nicole como Isabel Vázquez Muñoz
- Adolfo de la Fuente como Miguel «Mike» Vázquez Peralta
- Rafael Inclán como Fulgencio Morales Yela
- Fernando Noriega como Mariano Rueda Torres (eps.43–102)[10]
- Sherlyn González como Jade Castillo Jaurello[8]
- Juan Martín Jáuregui como Iván García Altamirano
- Beatriz Morayra como Rosalba Reyes Toledo
- Nicole Chávez como Camila Castillo Jaurello
- Lucía Zerecero como Zafiro Castillo Jaurello
- Claudia Silva como Brenda Macías Vega

### Recurrentes e invitados especiales
- Sergio Basáñez como Porfirio Reiner Springer[11]
- Magaly Torres como María Olivares Zapata
- Iker Vallin como Maximiliano Macías Vega
- Kali Uchis como Claudia[12]
- Eva Daniela como Lorena Pineda[13]

## Episodios
| N.º | Título                                        | Fecha de emisión original | Audiencia (millones) |
| --- | --------------------------------------------- | ------------------------- | -------------------- |
| 1 | «La paciencia es una ciencia»                 | 22 de febrero de 2021     | 3.0                  |
| Mientras que la pandemia de COVID-19 en México cambio a todo el mundo, Luz está de cumpleaños pero sus hijos parecen haberlo olvidado. Regina tienen problemas en el trabajo, sobre todo, choca mucho con Patricio, su jefe; Regina y Patricio sufren un accidente en donde involucra un golpe y comienzan a pelear, pero Carlos le pone un alto a Patricio. Mariano llega cansado y estresado del hospital, pero Luz al ofrecerle de desayunar, él se porta muy grosero con ella; Alfonsina le pide no quedarse con los brazos cruzados. Lalo se despierta tarde y tiene su primer día de trabajo, la cual, va muy retrasado y en el transporte conoce a Sol, una pueblerina recién llegada a Guanajuato. Regina le ofrece una disculpa a su mamá por no felicitarla y la invita a cenar a ella y a toda la familia. Regina vuelve a chocar con Patricio, ahora tirándole el café encima. Regina sufre un accidente de tránsito, lo que hace que deje plantada e ilusionada a Luz en su cumpleaños. - Nota: Este episodio se preestrenó el 18 de febrero de 2021 a través de la página oficial y el canal de Youtube de Las Estrellas. |                                               |                           |                      |
| 2 | «Cuando nos llueve, ¡nos truena!»             | 23 de febrero de 2021     | 2.6                  |
| Luz se entera de que Lalo está detenido y Sol llega a su casa buscando a Lalo, le cuenta a Luz que su hijo prometió casarse con ella. Luz llega a la cárcel para ayudar a su hijo Lalo y quiere saber que la razón por la cual detuvieron a su hijo. Tras un accidente en auto, Regina es hospitalizada y Patricio le asegura que le debe la vida. Mariano encuentra a Lalo y Sol, el reclama por su propuesta de matrimonio y Lalo le rompe el corazón a Sol. Todos celebran el cumpleaños de Luz, pero Mariano amarga el ambiente de la celebración reclamándole a Luz por no ponerle límites a Lalo. Luz trata de hablar con Mariano pero él se niega hablar con su madre. Lalo le promete a su mamá que la va a ayudar a salir adelante. |                                               |                           |                      |
| 3 | «¡Que hoy sea un día tranquilo!»              | 24 de febrero de 2021     | 2.8                  |
| Patricio le exige a su padre nombrarla su secretaria para controlarla. Luz tiene una temible corazonada. Patricio encuentra a su padre enseñándole un anillo de compromiso a Regina, así que cree que ella es amante de Carlos. La casa de los Rueda se vuelve un caos en la mañana cuando encuentran a Sol robando comida, pero le llega el karma cuando sufre una indigestión. |                                               |                           |                      |
| 4 | «Como en pollo en rosticero»                  | 25 de febrero de 2021     | 2.9                  |
| Regina siente que su mundo está de cabeza, más ahora que, por tomar de más, besó a Patricio. Tras tener un mal día Regina se pone a tomar con Sol, ambas pierden el control y terminan besándose con Patricio y Lalo. Alfonsina se molesta al ver que Regina tomó demasiado. Mariano le miente a los Astudillo sobre la profesión de Luz. Lalo no puede dejar de pensar en su beso con Sol. |                                               |                           |                      |
| 5 | «Lo voy a desplumar»                          | 26 de febrero de 2021     | 3.1                  |
| Luz se conmueve al ver que Lalo le regala unos zapatos nuevos. Lalo tiene una razón de estar celoso de Alan y Pamela se presenta con Luz como la novia de Mariano. Carlos le explica a Regina que Patricio ya sabe sobre su relación con Ofelia y le pide que regrese a la oficina. Sol le lleva el desayuno a Luz y ella se siente muy contenta con sus detalles. Regina acepta ser la secretaria de Patricio, pero lo reta a que en un mes aceptará que es indispensable. Sol trata de detener a un ratero, pero cuando este la empuja; Alan aparece y llega a su rescate. |                                               |                           |                      |
| 6 | «Una familia rota»                            | 1 de marzo de 2021        | 2.8                  |
| Regina trata de ganarle la batalla a Patricio y remodela la oficina. Sol busca a Alan para entregarle su saco y este descubre que es la niña que le salvó la vida. Mariano explota al ver a Pamela en su casa y le reclama por hacerse pasar por su novia. Mariano minimiza a su madre por ser una vendedora de pollos, rechaza el amor de Luz y le asegura que, el día que se case, no lo volverán a ver nunca más. |                                               |                           |                      |
| 7 | «Desestabilizar a la familia Rueda»           | 2 de marzo de 2021        | 3.0                  |
| Luz conoce al Dr. Astudillo y se entristece al saber que Mariano inventó que es chef. Alan descubre que Lalo le ocultó la verdad a Sol. Regina espía a Patricio en el restaurante y queda impactada por su manera de comer, este al verla le escupe el vino y al tratar de limpiarla la toca sin querer, metiéndose en un gran enredo. Luz encuentra a Lalo y Sol juntos en la cama. |                                               |                           |                      |
| 8 | «Más turbio que el agua de los frijoles»      | 3 de marzo de 2021        | 2.8                  |
| Luz recibe un anónimo para ir al motel y al llegar a la cita descubre que Wenceslao no está muerto. Patricio decide irse de la cena al encontrarse con Alan y descubrir que es hijo de Ofelia. Lalo sorprende a Sol con un detalle muy especial y esta le dice: “Estoy completamente enamorada”. Regina le demuestra a Patricio lo hábil que es para cambiar una llanta y lo deja con la boca abierta. Ofelia le propone a Carlos que ella y Alan se vayan a vivir a su casa. |                                               |                           |                      |
| 9 | «Quiero recuperar a mi familia»               | 4 de marzo de 2021        | 3.1                  |
| Wenceslao le revela a Luz los motivos por los que volvió, pero ella no quiere volver a verlo. Lalo le revela a Luz que no se acepta como es, pero la mamá gallina le pide que se apoye en ella y juntos saldrán adelante. Constanza le deja claro a Mariano que están destinados a estar juntos y terminan besándose. |                                               |                           |                      |
| 10 | «El amor está sobrevalorado»                  | 5 de marzo de 2021        | 2.7                  |
| Mariano anuncia a la familia que se casará con Cony; Luz descubre que es por interés. Patricio decide irse de la casa al saber que Ofelia vivirá con ellos. Mariano le pide a toda su familia que estén presentes en una comida para conocer a sus futuros suegros Los Astudillo. Ofelia le pide a Regina ayudarle a que Patricio acepte que ella dé el discurso del evento o su trabajo podría estar en riesgo. Patricio descubre la manera de hacer que Regina renuncie a la empresa, al enterarse de tres formas para atacarla. |                                               |                           |                      |
| 11 | «Un evento memorable»                         | 8 de marzo de 2021        | 2.9                  |
| Los Rueda llegan empapados a la comida con los Astudillo y Luz aprovecha para dejar en claro que es rosticera y no Chef. En el evento de Cklass, Ofelia comete una prudencia y Patricio decide despedir a Regina por sentirse traicionado por su secretaria. Patricio le reclama a Carlos por permitirle a su esposa anunciar su compromiso y Wenceslao revela su identidad frente a sus hijos. |                                               |                           |                      |
| 12 | «Víctima de las circunstancias»               | 9 de marzo de 2021        | 3.1                  |
| Wenceslao reaparece ante su familia e intenta explicarle a sus hijos su larga ausencia pero Regina no lo creerá del todo. Para Patricio, Regina es una traidora y decide seguir adelante con su despido. |                                               |                           |                      |
| 13 | «Todos unidos para defendernos»               | 10 de marzo de 2021       | 3.0                  |
| Alan sorprende a Sol con un show musical. Lalo lleno de celos golpea en la cara a Alan, quien se defenderá de su enemigo; Sol los aplaca a los dos. Regina necesita a su mamá gallina para salir de la depresión tras perder el trabajo. La familia Ruedas hace un pacto de amor para que nada ni nadie los separe. Violeta le pide a Wenceslao descubrir los puntos más vulnerables de sus hijos. |                                               |                           |                      |
| 14 | «La sangre no miente»                         | 11 de marzo de 2021       | 3.0                  |
| Los Rueda se defienden tras escuchar las amenazas que le hacen a Federica, Luz defiende a sus polluelos pero se cae y se lleva un fuerte golpe. Regina regresa a trabajar y Patricio queda sorprendido. Lalo comete un grave error en la cocina del restaurante y el negocio de Luz podría ser clausurado. Wenceslao se acerca a Lalo para decirle que cuenta con su apoyo incondicional, el cual le demuestra con una sustanciosa suma de dinero. |                                               |                           |                      |
| 15 | «Regina pone a Patricio en su lugar»          | 12 de marzo de 2021       | 3.0                  |
| Luz conoce a Jesús Rojas y queda impresionada con los halagos y apoyo que recibe de su parte. Patricio besa a Regina para darle celos a su expareja y Ofelia no quiere a Sol para su hijo. Luego de robarle un inesperado beso, Patricio le confiesa a Regina que fue por culpa de su ex-prometida. Patricio defiende a Regina de las insinuaciones de Francisco y termina por darle un fuerte golpe para que aprenda a respetar a las mujeres. Regina le da una cachetada a Patricio. Wenceslao habla con luz para pedirle que le permita acercarse a Lalo. Ofelia y Carlos discuten y ambos deciden cancelar su boda. |                                               |                           |                      |
| 16 | «Quiero a mi familia entera»                  | 15 de marzo de 2021       | 2.8                  |
| Carlos Iturbide conoce la verdadera razón por la que su hijo golpeó al empresario Francisco Santibáñez. Violeta le da mucho dinero a Luz para "ayudarla" y le pide a Esteban que despida a Mariano. Doña Luz no la salida a sus problemas. Luz no soporta ver a toda su familia esperando usar el cheque que le dio Violeta por eso lo termina rompiéndolo. Violeta sueña con construir su edificio en el terreno de la casa de los Rueda. Lalo y toda la familia se imaginan una gran vida si llegaran a cobrar el cheque que tiene en sus manos. Luz le informa a Mariano que su exsuegra le dejó una fortuna para que se case con Constanza, pero ella no permitirá que compren a su familia. Regina le asegura a su hermano que está dejando a su mamá en una situación humillante, pero él no permitirá que su familia se interponga en sus decisiones. Sol se siente decepcionada de Lalo. |                                               |                           |                      |
| 17 | «La necesito señorita Rueda»                  | 16 de marzo de 2021       | 3.0                  |
| Patricio le pide a Regina volver a trabajar juntos y ambos se cuestionan lo que sienten. Lalo y Alan compiten para ver quién aguanta comer más alitas picantes. Mariano le exige a Luz darle asilo a Wenceslao o él se irá de la casa, finalmente acepta que Wenceslao viva por unos días en la casa. |                                               |                           |                      |
| 18 | «Al toro se le agarra por los cuernos»        | 17 de marzo de 2021       | 3.0                  |
| Luz le informa a la familia que Wenceslao vivirá por un tiempo en la casa. Luz le asegura a su hermana que pronto va a descubrir las mentiras del papá de Mariano. Federica y Mike, pasan una noche romántica. Regina está muy molesta al ver que su papá regresó a la casa. Luz conoce a Jesús de una manera muy divertida, pero Wenceslao al ver que su exesposa está pasándola bien con otro hombre, muere de celos. Patricio se entera de que podría trabajar con su expareja, por lo cual, Carlos le pide a Patricio que supere la relación con su exnovia y sea más profesional. |                                               |                           |                      |
| 19 | «Me rompieron el corazón»                     | 18 de marzo de 2021       | 2.8                  |
| Salma vuelve aconsejar a Regina sobre Patricio y este se pone muy nervioso al encontrarse con su exnovia en la oficina. Federica y Alfonsina le cuentan a Luz que Sol y Lalo pasaron la noche juntos. Carlos le pide a Salma darle una segunda oportunidad a Patricio. Wenceslao pagó la multa de las rosticería, así que ‘Mamá gallina’ vuelve a abrir sus puertas. Sol se entera de que cuando era niña, salvó a Alan y no a Lalo. Tras sentirse traicionada, decide regresar con su abuelito. |                                               |                           |                      |
| 20 | «La mujer que le da luz a mi existencia»      | 19 de marzo de 2021       | 2.9                  |
| Sol decide regresar a su pueblo hallado de su abuelito tras descubrir la mentira de Lalo y Alan. Luz no entiende la decisión de Sol y cuestiona a Lalo. Regina cae en la trampa de Violeta al comprar el departamento. Wenceslao le propone matrimonio a Luz, pero ella solo siente repulsión hacia él. Jesús pinta la fachada de la rosticería ‘Mamá gallina’. Patricio camina por la calle cuando de repente, empieza a alucinar que todas las mujeres tienen el rostro de Regina Rueda. Constanza y Violeta visitan a los Rueda para elegir el tipo de invitaciones y ponerle fecha a la boda. Lalo se deprime por la decisión de Sol. |                                               |                           |                      |
| 21 | «Que vueltas da la vida»                      | 22 de marzo de 2021       | 2.9                  |
| Ofelia se disculpa con Alan, acepta haberse equivocado y le ruega no volver a atentar contra su vida. Don Fulgencio, Alan y Lalo van en busca de Sol a la terminal de autobuses, Lalo le pide a Sol que se quede con el en Guanajuato. Regina y Patricio llegan a un acuerdo y esta será la casera de Patricio. |                                               |                           |                      |
| 22 | «Te largas de mi casa»                        | 23 de marzo de 2021       | 2.9                  |
| Salma llega para comenzar la sesión fotográfica y Carlos propone tener otra modelo. Regina muere de celos. Jesús le informa a Luz que tiene información de Wenceslao. Regina demuestra sus habilidades como modelo al fungir como imagen de Cklass para Patricio y Carlos. Gracias a Jesús, Luz ya sabe toda la verdad sobre Wenceslao, así que le exige irse de la casa, pero este enfurece y la golpea; Regina, Lalo y Mariano defienden a su madre y todos lo corren de la casa. |                                               |                           |                      |
| 23 | «Cada quien cosecha lo que siembra»           | 24 de marzo de 2021       | 2.8                  |
| Wenceslao se va de la casa; Luz le pide a sus pollitos unirse como hermanos. Wenceslao intenta golpear a Jesús, pero él le demuestra quién es más fuerte y le exige alejarse de la mamá gallina. Patricio le dice a Regina que quiere estar más cerca de ella. Lalo está deprimido por la decisión de Sol y le confiesa a Sol que está enamorado de ella. |                                               |                           |                      |
| 24 | «La culpa del amor»                           | 25 de marzo de 2021       | 2.7                  |
| Patricio y Regina se besan y este le confiesa que moría por besarla desde hace mucho. Regina prefiere seguir soltera y no quiere mezclar el amor con el trabajo. Patricio recibe una orden de desalojo por el departamento y queda sorprendido. Lalo sufre por el rechazo de Sol. Patricio es desalojado y Regina descubre que fue víctima de un engaño y perdió todo su dinero. |                                               |                           |                      |
| 25 | «Ruedan los problemas»                        | 26 de marzo de 2021       | 2.7                  |
| Regina y Patricio le explican todo a Carlos para evitar que confunda las cosas y Sol solo quiere que Lalo y ella sean amigos pero este no lo acepta. Lalo le miente a Don Fulgencio y le hace creer que es chef en el restaurante y Constanza está muy emocionada por su vestido de novia. Ponchita y Violeta no paran de pelear, más ahora que van a la prueba del vestido de Cony. Regina se entera de que fue víctima de un fraude. A la casa de los Rueda llega Max, un pequeño que afirma ser hijo de Mariano. La mamá gallina queda impactada con la noticia y promete cuidarlo hasta que se resuelvan las cosas. |                                               |                           |                      |
| 26 | «Cuando nos llueve, nos llovizna»             | 29 de marzo de 2021       | 2.5                  |
| Regina se pone celosa al saber que Salma cenará en casa de Carlos con Patricio. Alan termina despidiendo al chef Vladimir y Lalo quiere ganarse la confianza de Don Fulgencio. Mariano rechaza que Max sea su hijo, pero Luz lo apoya en este impactante momento y Regina sufre por todo lo que pasa en su vida, pero Patricio la apoya. Patricio insiste en darse una oportunidad con Regina, pero ella decide frenar sus sentimientos para no salir lastimada. Mariano le hace un desplante a Jesús y Violeta se sorprende al verlo. |                                               |                           |                      |
| 27 | «¿Por qué es tan difícil vivir?»              | 30 de marzo de 2021       | 2.6                  |
| Regina le confiesa a Federica que esta comenzando amar a Patricio, pero no quiere salir con el corazón roto y Violeta se sorprende al ver a Jesús en casa de los Rueda. Federica le cuenta todo a su esposo. Salma le confiesa a Patricio que lo sigue amando y le roba un beso. Regina sufre por amor y Luz le ofrece su amor para consolarla. Jesús confronta a Violeta y teme que planee algo contra los Rueda. |                                               |                           |                      |
| 28 | «Me enamoré de ti»                            | 31 de marzo de 2021       | 2.6                  |
| Mariano y Max van a realizarse una prueba de ADN, Violeta le deja claro a Esteban que el solo es su empleado. Patricio con un letrero le confiesa a Regina que la ama, Carlos le pide a esta que lo ayude para que su hijo vuelva con Salma. Fulgencio quiere ver de qué está hecho Lalo, así que lo pone a realizar trabajos que lo ponen a prueba. Jesús le revela a Luz quién es Violeta. |                                               |                           |                      |
| 29 | «Abrir la caja de pandora»                    | 1 de abril de 2021        | 2.3                  |
| Patricio está seguro que Regina lo quiere. Jesús le confiesa a Luz que Violeta es su hermana y Mariano ayudará a Brenda con el tratamiento del cáncer. La pedida de mano de Constanza se convierte en un caos tras varios tropiezos. Esteban le exige a Mariano la verdad sobre Brenda y Sol se desmaya. Luz cuestiona a Violeta sobre sus verdaderas intenciones. Patricio es herido con un cuchillo por el hombre que estafó a Regina y Jesús se enfrenta a los que persiguen a Federica. |                                               |                           |                      |
| 30 | «Lo que mueve al mundo es el amor»            | 2 de abril de 2021        | 2.4                  |
| Luz cuestiona a Violeta sobre sus verdaderas intenciones. Mariano pide la mano de Connie frente a toda la familia. Pamela conoce a Max en el hospital. Mike busca vengarse de Porfirio el exjefe de Federica. Pamela amenaza a Mariano con contar lo de su hijo. Patricio le informa Regina que su deuda ha sido liquidada; ella sospecha que fue el y ambos sellan su amor con un beso. Mariano recibe los resultados de ADN. |                                               |                           |                      |
| 31 | «Amor en secreto»                             | 5 de abril de 2021        | 2.8                  |
| Patricio le deja claro a Regina que piensa luchar por su amor. Federica le confiesa todo a Alfonsina y esta la juzga por su manera de vestir. Esteban decide romper el compromiso entre Mariano y Connie tras saber que Mariano tiene un hijo. Regina le pide a Patricio mantener su relación en secreto. Luz tiene un fuerte dolor y tira algunas cosas, Jesús la ayuda y Max quiere que el sea su abuelito. Regina se siente incómoda con la presencia de Porfirio, el exjefe de Federica. |                                               |                           |                      |
| 32 | «Tú eres mi sueño hecho realidad»             | 6 de abril de 2021        | 2,7                  |
| Sol acepta querer a Lalo y sellan su amor con un beso. Constanza se va de su casa y llega a vivir a casa de los Rueda. Regina y Patricio despiden juntos a la soledad en una cena romántica. Luz acepta que Connie se quede en su casa y le da varios consejos de cocina. Violeta busca a Constanza en casa de los Rueda y decide llevársela, pero Luz la protege como una fiera. |                                               |                           |                      |
| 33 | «Nada de chismes»                             | 7 de abril de 2021        | 2.7                  |
| Alan invita a Sol a la boda de su mamá y Lalo muere de celos al saberlo. Los Rueda están preocupados por el paradero de Regina. Regina y Patricio casi son descubiertos por sus padres, pero ambos logran salir del enredo. Jesús enfrenta a Porfirio y le deja claro que todos ya saben lo que le hizo a Federica. Luz toma la decisión de adoptar a Max para que Mariano y Constanza puedan casarse sin problemas. |                                               |                           |                      |
| 34 | «Tenemos que tirar todo el machismo»          | 8 de abril de 2021        | 2.8                  |
| Luz se propone como tutora de Max. Patricio intenta razonar con su expareja. Regina planea desenmascarar a Porfirio. Esteban descubre que Mariano no es papá de Max. Regina y Alfonsina discuten por el acoso que vivió Federica. La boda entre Mariano y Constanza se retoma. Alfonsina termina apoyan a su hija por el acoso que sufrió. Sol y Lalo se vuelven a besar. |                                               |                           |                      |
| 35 | «Votos de amor»                               | 9 de abril de 2021        | 3.2                  |
| Alan pasa a recoger a Sol a la casa de la familia Rueda, en donde se encuentra a Lalo, quien le lanza una advertencia. Jesús le confiesa a Luz que su esposa falleció. Patricio se da cuenta de que Regina se incómoda con Porfirio. Jesús le cuenta su pasado a Luz. Comienza la boda de Carlos con Ofelia. Carlos y Ofelia se juran amor eterno ante la mirada de sus invitados. Jesús le cuenta un poco de su pasado a Luz. Regina toma valor para hablar con Patricio sobre Porfirio. Carlos y Ofelia disfrutan su noche de bodas. Agreden a Lalo para asaltar el restaurante de Alan. |                                               |                           |                      |
| 36 | «La oveja negra de la familia»                | 12 de abril de 2021       | 2.6                  |
| Iván pretende reconquistar a Regina y regresa para buscarla. La ex banda de Lalo lo mete en problemas. Regina le cuenta todo a Patricio sobre Porfirio. Esteban no soporta ver a Jesús en su casa y le arma una escena de celos a Violeta. Los Rueda se enteran de que Lalo está detenido. Lalo es detenido por presuntamente robar el restaurante de Alan. Esteban decide separarse de Violeta. |                                               |                           |                      |
| 37 | «Las mujeres unidas somos más fuertes»        | 13 de abril de 2021       | 2.7                  |
| Pamela besa a Esteban y este le corresponde. Regina y Patricio aprovechan una comida en casa de Carlos para desenmascarar a Porfirio por lo que le hizo a Federica. Violeta hace todo para que Lalo quede en libertad. Alan descubre que Lalo dijo la verdad y Federica cuestiona a Iván sobre su regreso. Lalo sale de la cárcel y Federica enfrenta a Porfirio, Carlos y Ofelia prometen ayudarla para hacer que Porfirio pague por su abuso. Regina quiere dar un paso en su relación, así que le hace una propuesta a Patricio. |                                               |                           |                      |
| 38 | «Enfrentarnos al mundo con amor»              | 14 de abril de 2021       | 2.9                  |
| Patricio acepta ser novio de Regina tras jugarle una broma. Luz y Jesús reciben mensajes extraños para tener una cita. Ofelia visita a Federica en casa de los Rueda para preparar la entrevista y se sorprende al ver que Patricio acompañó a Regina a su casa. Esteban busca a Carlos para que le de un consejo por haber besado a Pamela y por los problemas en su matrimonio. Constanza se emborracha por decepción. Lalo se le declara a Sol y ésta decide darle el sí. Esteban confiesa su infidelidad a Violeta y Luz sospecha que hay algo entre Regina y Patricio. |                                               |                           |                      |
| 39 | «No me quiero convertir en una mujer como tú» | 15 de abril de 2021       | 2.7                  |
| Patricio le deja claro a Luz que no esta interesado en Patricio. Violeta saca todo su enojo al saber que Esteban le fue infiel. Regina le reclama a Luz por avergonzarla frente a Patricio y le rompe el corazón y Mariano le avisa a Violeta que Connie está en su casa. Sol se pone muy feliz al saber que su abuelo acepta su noviazgo con Lalo. Federica le cuenta a Regina que Iván está de regreso. |                                               |                           |                      |
| 40 | «Cita de amor como de telenovela»             | 16 de abril de 2021       | 2.4                  |
| Patricio le exige a Regina hacer pública su relación. Federica llega al programa de Ofelia del Olmo para hablar sobre el abuso que sufrió. Federica va al programa de Ofelia del Olmo a hablar sobre el abuso que sufrió por parte de Porfirio Reiner y éste intenta huir pero finalmente es detenido. Regina le ofrece una disculpa a su mamá y Federica agradece a Jesús por todo su apoyo. Luz llega al encuentro con su admirador secreto y descubre que es Jesús. Sol, Lalo y Alan unen fuerzas para hacer que los ladrones del restaurante paguen sus fechorías. |                                               |                           |                      |
| 41 | «Diferentes clases de amor»                   | 19 de abril de 2021       | 2.7                  |
| Lalo le pide un consejo a Claudia y termina por dedicarle una canción a Sol frente a todos en el karaoke. Camila insulta a Sol y ésta decide ponerle un alto y termina por golpearla. Patricio y Regina dan un paso más en su relación. Patricio y Regina se entregan a la pasión. Carlos se siente mal porque su hijo no le tiene confianza para contarle sobre su nueva relación. |                                               |                           |                      |
| 42 | «El día más esperado ha llegado»              | 20 de abril de 2021       | 2.8                  |
| Jade y Patricio se conocen afuera de la oficina y mientras el le reclama el lugar de estacionamiento, ella queda encantada. Regina le pide a Iván que no la vuelva a buscar y le da tremenda cachetada. Previo a la boda, Luz le pide a Connie amarse a sí misma. Carlos da la bienvenida a Jade al igual que Patricio y Regina se molesta al saber que Jade está interesada en Patricio. Connie y Mariano por fin van a unir sus vidas ante Dios, pero llega Wenceslao a interrumpir la ceremonia. |                                               |                           |                      |
| 43 | «La quiero cada día más»                      | 21 de abril de 2021       | 3.1                  |
| Tras la interrupción de Wenceslao la boda de Mariano y Connie se lleva a cabo y ambos unen sus vidas. Patricio quiere contarle a su padre sobre su relación con Regina. Carlos descubre a Patricio y Regina besándose, les reclama a ambos, puesto a que se siente traicionado. Jesús le pide a Luz que no niegue lo que ambos están sintiendo. Constanza y Mariano tendrán su noche de bodas. Luz apoya a Jesús con lo que le ocurrió en el pasado y Carlos se siente muy decepcionado de Regina y Patricio. - Nota: Al final de este episodio, marca la salida de Gonzalo Peña —tras su situación legal— y la integración de Fernando Noriega, como suplente de Peña. |                                               |                           |                      |
| 44 | «Los cuentos no siempre tienen final feliz»   | 22 de abril de 2021       | 2.9                  |
| Mariano rechaza a Constanza en su noche de bodas y Fulgencio sufre un accidente al tropezar en la cocina. Iván golpea a Patricio al ver que jaloneaba a Regina. Patricio tiene una fuerte discusión con Regina, por ocultarle su pasado con su exnovio Iván. Fulgencio es llevado al hospital tras su caída. Carlos decide que Regina deje de ser la asistente de su hijo y la relación entre Patricio y Regina no anda bien, así que tendrán que cuestionarse sus sentimientos. |                                               |                           |                      |
| 45 | «Juntos podemos contra todo»                  | 23 de abril de 2021       | 2.9                  |
| Patricio y Regina deciden continuar con su relación y así vencer cualquier adversidad. Violeta se imagina vendiendo pollos rostizados y sufriendo los abusos de Luz. Sol y Lalo pasan un día increíble en Yuriria. Carlos cuestiona a Patricio sobre su relación con Regina. Rosalba ataca a Regina durante una junta de trabajo; le reclama a Regina por haber terminado con su matrimonio con Iván. Regina y Patricio hablan con la mamá gallina sobre su relación, pero ésta termina por rechazar su noviazgo. |                                               |                           |                      |
| 46 | «¿Debería vender esta propiedad?»             | 26 de abril de 2021       | 2.8                  |
| Violeta encuentra a Pamela en el consultorio de Esteban y se imagina dándole tremenda paliza a Pamela —mientras la insulta con groserías fuertes y sacando todo el barrio que llevaba dentro—, por sospechar que ella es la amante de su esposo. Pese a no contar con el apoyo de la mamá gallina, Regina y Patricio seguirán adelante con su amor. Mariano inicia el plan para hacer que Luz venda el terreno. Regina se pone celosa de Jade al verla tan cerca de Patricio. Mariano platica con sus hermanos, para proponerles poner en venta la casa y la rosticería de su mamá, pero estos reaccionan mal tras la propuesta. |                                               |                           |                      |
| 47 | «Una herencia en vida»                        | 27 de abril de 2021       | 3.0                  |
| Tras la posibilidad de heredar en vida, Lalo sueña con ser millonario y con tener suficiente dinero para consentir a su mamá y a Sol. Regina y Patricio tienen una noche muy romántica. Jade se topa con Jesús en casa de Regina y Esteban le pone un alto a Violeta. Jade acusa a Jesús de asesinar a su madre frente a los Rueda, pero Luz lo defiende. La mamá gallina se "come un pollito" con Patricio. |                                               |                           |                      |
| 48 | «Cría cuervos y te sacarán los ojos»          | 28 de abril de 2021       | 2.7                  |
| Ofelia, Jade y Rosalba se unen para desprestigiar a Regina, para que su relación con Patricio termine. Ofelia, Jade y Rosalba lanzan un ataque contra Regina. Patricio enfrenta a Ofelia y le reclama por haber calumniado a Regina con ayuda de Jade y Rosalba. Luz y Jesús deciden dar un paso adelante y sellan su relación con un beso y Patricio e Iván pelean a golpes. |                                               |                           |                      |
| 49 | «¿Por qué ser feliz es tan complicado?»       | 29 de abril de 2021       | 2.7                  |
| Patricio e Iván pelean a golpes y Carlos junto con Regina llegan a detener la pelea. Luz tiene miedo de lo que está sintiendo. Luz y Jesús afirman que el beso ha sido el más maravilloso y que las flores son testigo de su amor. Luz comienza con unos fuertes dolores y queda desmayada en medio de la rosticería. La mamá gallina se desmaya del dolor y ninguno de los tres Rueda contesta el teléfono; afortunadamente, Ponchita está ahí para su hermana. |                                               |                           |                      |
| 50 | «La vida es muy corta»                        | 30 de abril de 2021       | 2.7                  |
| Regina comienza a perder el control tras quedar atrapada en el elevador al lado de Patricio. Luz necesitará que le hagan varios estudios y le pide al doctor que no le informe a nadie de su familia. El doctor le realiza varios estudios a Luz y le informa que está muy enferma. Regina y Patricio logran ser rescatados tras pasar varias horas encerrados en el elevador. Los Rueda se ponen felices al ver de vuelta a la mamá gallina, pero Ponchita le hace ver a su hermana que sus hijos necesitan un buen regaño. Sol feliz de que Luz este en su casa y sana. Luz anuncia a toda la familia que venderá el terreno y Mariano exige saber qué relación hay entre Jesús y su madre, así que él confiesa la verdad en un emotivo momento. |                                               |                           |                      |
| 51 | «Voy a demandar a mis hijos»                  | 3 de mayo de 2021         | 3.0                  |
| Max toma la tarjeta de Regina para pagar sus juegos sin pensar en las consecuencias; Regina se da cuenta de que le clonaron su tarjeta y robaron todos sus ahorros. Luz se da cuenta de que Max es el responsable del robo de Regina y Mariano casi pierde la paciencia con él. La discusión entre los Rueda se sale de control, hasta el punto en que los tres hermanos salen lastimados. Luz, harta y cansada, piensa demandar a sus hijos. |                                               |                           |                      |
| 52 | «Poner límites»                               | 4 de mayo de 2021         | 2.8                  |
| Violeta pierde la cordura —de nueva cuenta— cuando Luz desiste la idea de vender su casa. Esteban quiere que Mariano y su hija tengan hijos pronto. Max se pierde y Luz le confiesa a Jesús que demandará a sus hijos. La discusión entre los Rueda se sale de control, hasta el punto en que los tres hermanos salen lastimados. Luz, harta y cansada, decide seguir en pie con demandar a sus hijos; semanas después, a los hijos de la mamá gallina les llega la notificación de la demanda por pensión alimenticia. |                                               |                           |                      |
| 53 | «La ley los meterá en cintura»                | 5 de mayo de 2021         | 3.2                  |
| Luz con ayuda de Iván comienzan los trámites de la demanda contra sus pollitos. Mariano recibe la noticia de que es estéril. Violeta está muy ilusionada con un nieto sin saber que su yerno es estéril. Regina le reclama a Iván por ayudar a su mamá en la demanda en contra de ella y de sus hermanos y Patricio la secunda. Regina podría perder el empleo por sus problemas familiares. Cami teme estar embarazada de Alan. Luz pide a sus hijos hablar con su abogado y no con ella. |                                               |                           |                      |
| 54 | «¿Quieres ser mi novia?»                      | 6 de mayo de 2021         | 3.0                  |
| Mientras Constanza y Mariano no pueden tener hijos, Camila y Alan se enteran de que serán padres. Los Rueda se enteran de que por ley la mitad de su sueldo será para Luz. Luz comienza a cobrarles todo a sus hijos. Luz no quiere decirle a su hermana la verdad sobre su salud y el por qué está demandando a sus hijos. Constanza se siente presionada por sus padres. Luz reclama a su doctor por el mal diagnóstico que le dio. Los Astudillo no ayudarán a Mariano ayuda legal contra Luz. Jesús le entrega un anillo de compromiso a Luz. |                                               |                           |                      |
| 55 | «No juegues con fuego»                        | 7 de mayo de 2021         | 3.0                  |
| Ofelia se enfrenta a los Astudillo por la demanda que interpuso Luz contra sus hijos. Las hermanas de Camila quieren que Alan se case con ella. Las cosas se ponen tensas entre los Astudillo y Ofelia. Comienza el juicio de pensión alimenticia contra los hijos de Luz. Esteban se vuelve loco al enterarse de que su hija no podrá tener hijos. |                                               |                           |                      |
| 56 | «Cuando los hijos se van»                     | 10 de mayo de 2021        | 2.4                  |
| Como tienen que vivir en la misma casa y trabajar juntos, Sol y Lalo hacen un pacto para mejorar su relación. Tras pelear con la mamá gallina, Regina demuestra que aguanta cualquier cosa, hasta llegar a comer alitas extra picantes. Regina decide irse de la casa al ver que Luz continúa con Iván como abogado y Violeta tiene un plan para hacer que Constanza pueda ser mamá. |                                               |                           |                      |
| 57 | «Un programa inolvidable»                     | 11 de mayo de 2021        | 3.3                  |
| Luz y Mariano se sorprenden al saber que Brenda quiere recuperar a Max, está decidida a pasar sus últimos días al lado de su hijo. Brenda y Max se reencuentran, pero el pequeño sufre por tener que separarse de su familia. Ofelia invita a Mariano a su programa de televisión y él acusa a Luz de interesada y a Jesús de sugerirle demandar a sus hijos. |                                               |                           |                      |
| 58 | «Lista de condiciones»                        | 12 de mayo de 2021        | 3.4                  |
| Llegó el día el cual Brenda decide llevarse a Max, tanto él como Luz lloran y se despiden con un tierno abrazo lleno de amor. La mamá gallina reúne a su familia para informarles ciertas condiciones para poder quitar la demanda y algunas nuevas noticias. Luz durante la audiencia junto con su abogado anuncian a Lalo, Regina y Marino que para quitar la demanda, deben seguir una serie de peticiones. |                                               |                           |                      |
| 59 | «Un salto desde la cima del Everest»          | 13 de mayo de 2021        | 3.0                  |
| Violeta emprende un nuevo plan para acabar con los Rueda y lleva una rata a las alitas para provocar un caos. Parece que a Regina le aterra la idea de casarse y Connie quiere irse a vivir con Luz porque le teme a sus papitos. Rosalba insulta a Regina y ésta le regresa tremenda cachetada. La mamá gallina provoca que Connie desee ir a vivir con ella, desatando así una guerra más con Violeta Astudillo. |                                               |                           |                      |
| 60 | «Ni una humillación más»                      | 14 de mayo de 2021        | 2.9                  |
| Sol trata de consolar a Alan por su depresión, pero él se confunde y la besa. Alan le exige a Ofelia salir de su recámara, pero cuando ella intenta cachetearlo, Sol la detiene y la enfrenta sin temor alguno. Mariano le reclama a Connie por inventar estar embarazada y por aceptar la condición de Luz, pero ésta le reclama por sentirse cansada de su rechazo y de los insultos en su casa. Mariano acepta regresar a casa de los Rueda. Regina le pone un alto a las constantes humillaciones de Ofelia. Camila confiesa que el bebé que espera no es de Alan. |                                               |                           |                      |
| 61 | «Mi último día de las madres»                 | 17 de mayo de 2021        | 3.0                  |
| Violeta le hace creer a todos que Constanza está embarazada. Luz busca a Alan para ayudarlo a salir de su depresión. Lalo desea ser una mejor persona. Regina y Lalo dejan atrás los rencores y felicitan a Luz en el Día de las Madres. La mamá gallina le confiesa la verdad sobre su salud a Jesús. |                                               |                           |                      |
| 62 | «¿Quieres ser mi esposa?»                     | 18 de mayo de 2021        | 3.1                  |
| Ofelia se harta de los ataques de Carlos y Alan y decide irse de la casa con todas sus maletas. Tras saber la verdad, Jesús le jura amor eterno a Luz y le pide darle el privilegio de ser su esposo y Pamela descubre que Mariano es infértil. Parece que no hay muy buena relación entre Sol y Connie, así que deciden enfrentarse a un duelo muy especial. Tras saber que el bebé no es de él, Alan desea sentirse vivo y le revela a Sol que quiere estar a su lado; Lalo los escucha. |                                               |                           |                      |
| 63 | «En el corazón no se manda»                   | 19 de mayo de 2021        | 2.8                  |
| Regina rechaza casarse y explica que hoy está de moda la unión libre, pero la familia exige encuesta nacional para ver si se casa o no. Esteban se molesta al saber que Ofelia será su huésped. Jade y Patricio toman café, pero Regina los encuentra muy abrazados, lo que provoca que muera de celos. Como Regina y Patricio pelean por el agua, la ropa y la luz, ella decide regresarse a su casa y darse un tiempo. |                                               |                           |                      |
| 64 | «Cumplir nuestros sueños»                     | 20 de mayo de 2021        | 3.2                  |
| Regina sorprende a todos los Rueda al regresar a vivir a su casa. Luz decide organizarle a Ponchita una fiesta de 15 años. Luz logra que toda la familia se una al anunciar una fiesta para Ponchita y Patricio se desahoga con Carlos al contarle que se siente mal por el distanciamiento con Regina. Violeta le ofrece a Jade comprar al bebé de Camila. Patricio recibe un fuerte abrazo de Carlos y Jesús le prepara una sorpresa a Luz. |                                               |                           |                      |
| 65 | «Los cuentos de hadas sí existen»             | 21 de mayo de 2021        | 3.0                  |
| La mamá gallina acepta casarse con Jesús y los hermanos Rueda siguen con el aseo de la casa. Patricio e Iván vuelven a enfrentarse y éste desea buscar una oportunidad con Regina. Alan llega a casa de los Rueda para ver a Sol; Lalo muere de celos, discuten y este golpea a Alan. Luz anuncia a la familia que se casará con Jesús; los hermanos Rueda se impactan con la noticia, pero Mariano repudia la decisión y amenaza con no ir a la boda. Jade acepta la propuesta. |                                               |                           |                      |
| 66 | «Crisis de ansiedad»                          | 24 de mayo de 2021        | 2.9                  |
| Jade acepta venderle el bebé de Camila a Violeta y ésta al enterarse intenta tomarse unas pastillas para abortar, pero Violeta lo impide y Jesús ayuda a Lalo a sacar toda su furia. Regina se desmaya y su mamá gallina corre desesperada pues cree que a su pollita algo malo le pasó. Jesús le da clases de control de ira a Lalo y Ofelia invita a Sol y a Fulgencio a su programa. Ofelia invita a Sol y a su abuelito a su programa de televisión. Regina no tiene en sus planes ser madre y los Rueda ya tienen todo listo para los XV años de Alfonsina. |                                               |                           |                      |
| 67 | «Los XV años de Ponchita»                     | 25 de mayo de 2021        | 3.1                  |
| Los Rueda y varios invitados se unen para celebrar a Ponchita en una fiesta llena de juegos impuestos por la mamá gallina. Luz manda un mensaje de amor a todos los invitados durante la fiesta de XV años de su hermana. Patricio logra sorprender a Regina con sus pasos en la pista. Cuando llega la hora de partir el pastel en la fiesta de Ponchita, Violeta aprovecha para cobrar venganza de su querida amiga. |                                               |                           |                      |
| 68 | «Yo no sirvo para el amor»                    | 26 de mayo de 2021        | 3.2                  |
| Jade aprovecha un momento de cafecito y pastel para decirle a Patricio lo mucho que le gusta. Regina encuentra a Patricio besándose con Jade; enfurece y da por terminada la relación. Mariano y Connie se unen más como marido y mujer. Jade le asegura a Regina que luchará por Patricio. Mariano y Regina se unen más como hermanos al contarse sus problemas; la mamá gallina los escucha. |                                               |                           |                      |
| 69 | «¡Explotó la rosticería de doña Luz!»         | 27 de mayo de 2021        | 2.8                  |
| La mamá gallina impone tres nuevas condiciones para sus polluelos. Mariano le confiesa a Violeta que Pamela sabe que Constanza no está embarazada. Ofelia del Olmo aprovecha las cámaras de su programa para hacer una denuncia en contra de Carlos. Violeta amenaza a Pamela con terminar su carrera si habla del embarazo de Connie. Violeta manda provocar un accidente en la rosticería Mamá Gallina, sin imaginar que Constanza sufre las consecuencias. |                                               |                           |                      |
| 70 | «Voy a vender todo»                           | 28 de mayo de 2021        | 2.9                  |
| Mariano le confiesa a Connie que al verla en el piso tuvo miedo de perderla. Jade sigue provocando los celos de Regina. Regina se sorprende al ver que Iván es el hombre con el que Luz le organizó una cita. Luz anuncia que venderá todo y Violeta, en su alocada imaginación, celebra que su plan esté funcionando. Regina le deja claro a Patricio que no le interesa salir con alguien más y éste muere de celos. Jesús cree que Violeta está detrás de la explosión. |                                               |                           |                      |
| 71 | «Te vas a ir al cielo con todo y pollos»      | 31 de mayo de 2021        | 2.9                  |
| Ofelia continua con sus mentiras y difamando a Carlos. Mariano cada vez comienza abrir más su corazón con Constanza y terminan dándose un beso. Carlos y Patricio deciden ponerle un alto a Ofelia tras difamar a Carlos y ensuciando la imagen de su madre. Luz se pone muy contenta al ver su vestido de novia. Luz y Jesús celebran sus despedidas de solteros con grandes sorpresas y Lalo presentará un platillo para Carlos y Patricio. |                                               |                           |                      |
| 72 | «Quiero cambiar»                              | 1 de junio de 2021        | 2.9                  |
| Mariano le confiesa a Connie que no pudo evitar enamorarse de ella y la besa, ambos lloran de felicidad; Mariano sorprende a Connie con una velada muy romántica y funden su gran amor. Ofelia calumnia a Carlos y a Regina en vivo. Mariano se niega ir a la boda de su mamá. El hombre enviado por Ofelia encierra a Guapo en el baño y ataca a Patricio. Carlos decide enfrentar a Ofelia y a la prensa. Todo listo para la boda de Luz. |                                               |                           |                      |
| 73 | «Hasta que la muerte nos separe»              | 2 de junio de 2021        | 3.4                  |
| Luz y Jesús se juran amor hasta la muerte en el altar y Mariano se entera del cáncer de su madre. Carlos sospecha que fue Ofelia quien provocó el ataque a Patricio. Jade llega a la boda a esparcir su veneno, pero Regina le pone un alto. Camila comienza a sentirse mal. |                                               |                           |                      |
| 74 | «Yo te voy a salvar mamá»                     | 3 de junio de 2021        | 3.3                  |
| Mariano le confiesa a su mamá gallina que sabe su secreto. Camila pierde a su bebé, Lalo y Regina continúan sufriendo por sus amores. Mariano le ruega a la mamá gallina dejarle luchar por su vida, pero ella no acepta y le pide callar. Fede le dice a Regina que luche por el amor de Patricio. Jade informa a los Astudillo que Camila tuvo un aborto. Ofelia decide llevarse a Alan pero Carlos le pone un alto y lo defiende. Mariano se disculpa con sus hermanos y les pide volver a ser hermanos. |                                               |                           |                      |
| 75 | «Voy a dar la batalla»                        | 4 de junio de 2021        | 3.1                  |
| Ponchita se enfrenta con Violeta. Connie se harta y enfrenta a su mamá para decir la verdad, pero su mamá la humilla. Regina busca a Patricio para aclarar las cosas. Luz acepta seguir el tratamiento de Mariano. Regina lucha por el amor de Patricio. Violeta se burla de Connie. Ofelia cacha a Sol con Alan y comienza otra vez una pelea entre ambas. Lalo quiere que Sol, Alan y él logren sus metas. Esteban apoya a Mariano y Ofelia ahora quitará a Carlos de su camino. |                                               |                           |                      |
| 76 | «Ser fuertes»                                 | 7 de junio de 2021        | 2.9                  |
| Esteban queda grave tras accidente en moto. Ponchita cree que Violeta se acercó a los Rueda para adquirir los terrenos de Luz. Esteban queda grave tras accidente en moto. Ponchita cree que Violeta se acercó a los Rueda para adquirir los terrenos de Luz. Ofelia tratar de hacer sentir mal a Carlos por el accidente de Esteban y éste podría quedar paralítico tras sufrir un accidente por culpa de Ofelia. |                                               |                           |                      |
| 77 | «Nadie muerde a quién le da de comer»         | 8 de junio de 2021        | 3.4                  |
| Carlos asegura que Ofelia miente, confirma su divorcio y su despido de la empresa. Mariano le confiesa a la mamá gallina que el embarazo de Constanza es falso, ya que él es estéril. Jesús le revela a Luz las razones por las que su hermana no siguió el buen camino. Ofelia enfurece al saber que Regina podrá tener un puesto importante en la empresa. Violeta y Ofelia tienen un fuerte enfrentamiento tras descubrir cada una sus secretos. Luz descubre los engaños de Violeta y la encara. Regina y Patricio quieren recuperar el tiempo perdido. |                                               |                           |                      |
| 78 | «Cargar cruces»                               | 9 de junio de 2021        | 3.5                  |
| Violeta le asegura a Luz que la venta de su casa y negocio no puede pararse; Luz enfurece y la cachetea. Jade le anuncia a Patricio que buscará ser la nueva directora creativa de Cklass. Regina y Patricio se van de viaje de negocios tras tener una cena romántica y perdonarse sus errores. Violeta le declara la guerra a Ofelia. Luz le pide a Mariano decirle la verdad a Connie. Luz recuerda y le ofrece una disculpa a Mariano por su niñez tormentosa al lado de su padre. Alan se siente triste por el rechazo de Sol. |                                               |                           |                      |
| 79 | «¡Ya no más!»                                 | 10 de junio de 2021       | 3.2                  |
| Al saber todo lo que Violeta hizo, Ponchita no se queda callada y se va contra la «arpía fracasada», pero Violeta saca su lado callejero y se arma el caos. Connie descubre el engaño de Mariano y decide alejarse de él y de los Astudillo para siempre. Mariano revisa los estudios que le practicaron a la mamá gallina y descubre que tiene metástasis. Lalo quiere hacerse cargo de la rosticería y Jesús le pide a Violeta que le diga todo a Esteban. |                                               |                           |                      |
| 80 | «Sentencia de muerte»                         | 11 de junio de 2021       | 3.4                  |
| Ofelia busca a Alan en su restaurante, pero al encontrarse a Sol le echa en cara que arruinó su trabajo en su canal de videos y tras ser insultada Ofelia calla a Sol con una cachetada, pero Sol le responde de la misma manera. Mariano se ve obligado a decirle a su mamá que su cáncer esta en una fase muy avanzada y le pide luchar por su vida. Ofelia logra tener información de Violeta y la chantajea con eso. Esteban y Mariano reconocen sus errores y deciden enmendar el camino, Conchita le habla de su pasado a Fulgencio. Federica descubre que Mike sube videos eróticos a cambio de dinero. Luz busca arreglar las cosas con Regina y al saber que su hija y Patricio se han arreglado se pone feliz y le pide luchar por su amor. Mientras que, Constanza habla con Regina de lo sucedido con Mariano y está decidida a iniciar una nueva vida sin pensar en el amor. |                                               |                           |                      |
| 81 | «Sana convivencia»                            | 14 de junio de 2021       | 3.6                  |
| Violeta decide no quitarle sus terrenos a Luz. Ofelia quiere despedir a Sol y a Lalo, pero Alan no lo permite y tras descubrir los videos eróticos de Mike, Federica decide separarse de él. Mariano busca a Connie para disculparse, pero ella le pide el divorcio. Luz le dice a Jesús que está en etapa terminal, Sol escucha y sufre por la mamá gallina. Sol habla con Mariano sobre el cáncer de Luz y éste le pide callar. Mariano y Lalo salen a correr, pero son atacados por órdenes de Ofelia. |                                               |                           |                      |
| 82 | «Un bebé en camino»                           | 15 de junio de 2021       | 3.6                  |
| Ofelia manda lastimar a Lalo y a Mariano, ambos logran salir bien librados. Regina tiene su última cita con Patricio, donde tiene náuseas. Lalo quiere comenzar con Sol desde cero y con un tierno beso deciden darse una oportunidad. Violeta logra abrir su corazón y saca todo su coraje en terapia con Jesús. Regina se hace una prueba de embarazo y sale positiva. Jade humilla a Connie, pero esta logra defenderse. Por medio de un ultrasonido, la doctora confirma que Regina está embarazada. |                                               |                           |                      |
| 83 | «¡Estamos esperando un bebé!»                 | 16 de junio de 2021       | 3.8                  |
| Ponchita quiere irse de la casa y Luz sufre por la decisión de su hermana. Patricio y Regina felices con la noticia de que muy pronto van a ser papás. Patricio nombra a Regina como la nueva directora creativa; Jade los acusa de favoritismo y Ofelia y Carlos quedan finalmente divorciados. Ofelia manda secuestrar a Sol y Fulgencio comienza a tener un mal presentimiento. Regina le cuenta a mamá gallina y a su tía Ponchita que es la nueva directora creativa de la empresa. |                                               |                           |                      |
| 84 | «Con el alma en un hilo»                      | 17 de junio de 2021       | 3.8                  |
| Ofelia goza viendo a Sol secuestrada y pide a sus cómplices hacer con ella lo que quieran. Toda la familia Rueda preocupados por la vida de Sol. El secuestro de Sol se transmite en vivo y toda la familia Rueda se angustia; Mariano, Lalo y Patricio van a su rescate. Constanza se corta el cabello para dejar atrás su pasado y cerrar ciclos. Los hermanos Rueda y Patricio deciden ir al rescate de Sol, pero los secuestradores intentan matar a Lalo y Mariano recibe un balazo en el brazo. Ofelia enfurece al ver que su plan no salió cono ella quería. |                                               |                           |                      |
| 85 | «¡Voy a ser abuela!»                          | 18 de junio de 2021       | 3.3                  |
| Regina y Patricio anuncian a toda la familia que están esperando un bebé, Luz se pone muy feliz al saber que será abuela. Ofelia busca a Violeta para chantajearla. Ofelia descubre la verdadera identidad de Violeta y le exige ser cómplices o le revelará a Esteban toda la verdad. Luz muy emocionada le regala unas chambritas a Regina. Lalo y Sol están felices de estar juntos. Patricio sorprende a Regina con el primer regalo para su bebé y Violeta le asegura a Ofelia que sabe el oscuro secreto que guarda y con lo que la tiene en su poder. |                                               |                           |                      |
| 86 | «¡Nos vamos a casar!»                         | 21 de junio de 2021       | 3.5                  |
| Jade ataca a Connie y se entera de que Regina está embarazada. Regina y Patricio se comprometen en matrimonio al mismo tiempo, ambos aceptan casarse. Jade no permitirá que Regina sea madre y trata de atropellarla, pero Federica y Mike son atropellados al salvar a Regina. |                                               |                           |                      |
| 87 | «Van a ser papás de una niña»                 | 22 de junio de 2021       | 3.6                  |
| El ultrasonido muestra que Regina y Patricio serán padres de una hermosa bebé y y su abuela Luz brinca de felicidad. Connie le entrega a Mariano la demanda de divorcio firmada, pero él le ruega darse una nueva oportunidad. Ofelia enfurece al enterarse de que Alan dejó a cargo el restaurante a Sol y a Lalo. Sol sufre al ver a Luz muy enferma y le dice que ya sabe de su padecimiento. Mariano se desahoga con Lalo por lo de su divorcio con Constanza. |                                               |                           |                      |
| 88 | «La fuerza del corazón»                       | 23 de junio de 2021       | 3.7                  |
| Jade y Ofelia le preparan a Regina una cruel y despiadada sorpresa. Sol y Lalo hablan sobre esperar a tener su primera vez. Regina enfrenta a Jade por arruinar su vestido; Jade la insulta pero Connie y Sol salen en defensa de la pollita. Luz pone a Patricio a cargar costales como última prueba. Ofelia, Jade y Violeta se amenazan con revelar la verdad o hacerse daño. Regina quiere cancelar la boda por tanto augurio, pero Luz los convence de seguir adelante. |                                               |                           |                      |
| 89 | «El último beso de solteros»                  | 24 de junio de 2021       | 3.6                  |
| Regina queda sorprendida al recibir el vestido de novia de parte de Patricio. Ofelia acepta que Sol y Lalo se queden en el restaurante, pero les pondrá una jefa. Los tres pollitos Regina, Lalo y Mariano salen a cenar tacos y se unen como hermanos, siendo "La tercia de Ruedas". Connie comienza a ser intimidada por Iván. Regina y Patricio están listos para unir sus vidas ante Dios y la mamá gallina no cabe de emoción y Ofelia continua con sus planes para destruir la boda e Iván es su cómplice. |                                               |                           |                      |
| 90 | «¡Arriba los novios!»                         | 25 de junio de 2021       | 3.9                  |
| Regina y Patricio finalmente se casan y comienzan a disfrutar con toda su familia de la fiesta. Ofelia continua con su plan para terminar con la boda. La vida de Patricio está en peligro al ser envenenado. Regina se pone mal al saber que su esposo fue secuestrado junto con Carlos. Patricio está desaparecido y Regina queda inconsolable. Jesús le reclama a Jade por meterse con su familia y Carlos le exige a Ofelia decirle dónde está Patricio. |                                               |                           |                      |
| 91 | «Tu muerte será una tortura»                  | 28 de junio de 2021       | 3.6                  |
| Regina amenaza a Jade con matarla si no revela dónde se encuentra Patricio y ésta le confiesa que debe preguntarle a Ofelia. Carlos le suplica a Ofelia para que le diga el paradero de su hijo, pero ésta solo se burla de él. Regina también la enfrenta, pero lo niega todo y se entera de que Jade la traicionó. Patricio está vivo, pero descubre que Ofelia y sus secuestradores planean terminar lo que empezaron. Jesús contrata a un detective privado y decide ir en busca de Patricio. |                                               |                           |                      |
| 92 | «¡Yo no maté a Jade!»                         | 29 de junio de 2021       | 3.8                  |
| Jesús va en busca de Patricio, se enfrenta con los secuestradores y con ayuda de Carlos logran rescatar a Patricio. Regina es detenida como presunta culpable del asesinato de Jade Castillo; Ofelia le hace una inesperada visita a Patricio en el hospital. |                                               |                           |                      |
| 93 | «Yo soy el asesino de Jade Castillo»          | 30 de junio de 2021       | 3.2                  |
| Luz visita a Regina en los separos y le ofrece todo su apoyo a su hija. Patricio se entera de que su esposa está detenida. Patricio se declara culpable del asesinato de Jade para salvar a Regina y Luz le agradece por la demostración de amor más grande al sacrificarse. Lorena continua haciéndole la vida imposible a Sol. Ofelia en su programa desprestigia la imagen de Jesús. |                                               |                           |                      |
| 94 | «Hasta que la muerte nos separe»              | 1 de julio de 2021        | 3.8                  |
| Ofelia amenaza a Violeta con una pistola. Lorena le revela a Lalo que muere por él y lo besa. Luz le revela a Ponchita sobre su enfermedad. Ponchita sufre al saber que su hermana se está muriendo. Violeta le confiesa a Connie todo sobre su pasado y ésta la cuestiona sobre la muerte de Jade. Esteban corre a Violeta de su casa. La mamá gallina enfurece al saber que Violeta fue la culpable del incendio de la rosticería y la corre de su casa. Sol le reclama a Lorena por besar a Lalo. |                                               |                           |                      |
| 95 | «Hacer justicia»                              | 2 de julio de 2021        | 3.3                  |
| Violeta le reclama a Ofelia por revelarle a Esteban la verdad. Ofelia se burla de "Calzón de Melón", lo cual, ésta enfurece y termina por tirarle los dientes. Violeta denuncia que Ofelia del Olmo es la verdadera asesina de Jade Castillo y narra como fue que la asesino. Violeta declara ante la justicia quién realmente mató a Jade y revela lo que sucedió esa noche; Patricio sale en libertad y se reencuentra con su familia. Violeta regresa al barrio tras quedarse sola y se topa con su versión del pasado. Ofelia lastima la cara de Rosalba y Luz le dice a Patricio que lo quiere. |                                               |                           |                      |
| 96 | «Te perdono, Mariano»                         | 5 de julio de 2021        | 3.4                  |
| Sol y Lalo pasan una noche romántica en su lunada y ambos se entregan al amor. Constanza perdona a Mariano durante la cena. Ofelia vuelve a atacar ahora al envenenar a Rosalba con el fin de despojarla de todo su dinero. Mariano y Constanza se besan; ella acepta perdonarlo y él jura reconquistarla. Patricio defiende a Sol. La mamá gallina le entrega a su pollito las llaves de "Mamá Gallina", para que él lleve el negocio a un mejor futuro. Connie es drogada por Iván, para poder tomarla a la fuerza. |                                               |                           |                      |
| 97 | «Nunca debí haber nacido»                     | 6 de julio de 2021        | 3.9                  |
| Iván droga a Constanza e intenta tomar a la fuerza, pero Regina, Sol y Fede corren en su auxilio. Regina se lleva un fuerte golpe en el enfrentamiento y pone en peligro la vida de su bebé. Lorena arruina los frijoles de Lalo. Violeta secuestra a Iván, para darle un escarmiento por intentar abusar de Connie, le da tremenda paliza antes de electrocutarlo. La policía arresta a Iván por intento de abuso en contra de Connie. Luz regaña a Lalo por fallar con los frijoles y lo despoja de Mamá Gallina. Connie sufre al saber que Luz está enferma y Lalo piensa huir de la casa para alejarse de Luz, así que Sol le revela el secreto de la mamá gallina para hacerlo entrar en razón. |                                               |                           |                      |
| 98 | «Poner el nombre de la familia en alto»       | 7 de julio de 2021        | 3.6                  |
| Sol se burla de las absurdas intenciones de Lorena para separarla de Lalo; Lorena la cachetea, pero Sol no se quedará con los brazos cruzados. Lalo opta por callar y demostrarle a Luz que puede con "Mamá Gallina" y acepta el reto de vender 100 pollos en un día. Luz tranquila de saber que su negocio quedará en buenas manos. El concurso de bailes se lleva a cabo y la fiesta es interrumpida cuando una bola disco atenta contra la vida de todos y Violeta confiesa todas las maldades que ha hecho. |                                               |                           |                      |
| 99 | «Herencia en vida»                            | 8 de julio de 2021        | 4.0                  |
| Violeta ofrece disculpas por todo lo que le hizo a la familia Rueda. Mariano le informa a Luz que le quedan pocos días de vida. Luz encomienda a sus pollitos un viaje muy especial y Violeta le pide perdón de rodillas a la mamá gallina. Regina descubre la enfermedad de Luz y entra en labor de parto y y Patricio tendrá que decidir entre la vida de su esposa o entre la de su hija. |                                               |                           |                      |
| 100 | «Algún día nos volveremos a abrazar»          | 9 de julio de 2021        | 3.6                  |
| Ofelia manda a terminar el trabajo de deshacerse de la hija de Regina, pero Nerón es descubierto por Esteban, quien lo logra detenerlo y evitar una desgracia. Jesús encuentra el escondite de Ofelia y la busca para enfrentarla, pronto Violeta llega para ayudarlo, pero Ofelia logra escapar con ayuda de Catalino. Tras saber que le quedan pocos días de vida, Luz le pide a Patricio que la invite a salir para hablar con él y le pide que tras su muerte sea vuelva el pilar de la familia y que jamás traicione a Regina. De regreso a casa, todos se sorprenden al ver a la Mamá Gallina tomada y Luz aprovecha para darles un mensaje de amor a toda su familia. |                                               |                           |                      |
| 101102 | «Mi último deseo»«La muerte de Luz»           | 11 de julio de 2021       | 3.8                  |
| Los Rueda celebran una vez más la unión de Constanza y Mariano, quienes deciden unir sus vidas por segunda ocasión. Ofelia secuestra a Lorena para vengarse por haberla denunciado, Alan llega a rescatarla de las manos de su madre. Mariano y Constanza anuncian que quieren embarazarse. Violeta y Esteban encienden la pasión. Regina, Mariano y Lalo preparan todo para festejar el cumpleaños de su mamá en grande. La mamá gallina sorprende a todos al cantar y agradecer por todo pero en especial a Jesús. Tras celebrar su cumpleaños, Luz despierta sintiéndose mal; tose sangre y se desmaya en medio de sus pollitos. La salud de Luz empeora y solo ruega poder estar en el bautizo de su nieta. Luz logra ir al bautizo de su nieta Lucecita, Ponchita y Mariano son los padrinos. Ofelia llega a interrumpir la celebración y amenaza a todos con hacer explotar una bomba, pero ni Violeta ni la policía lo permitirán, a lo cual, termina recibiendo un balazo en el cuello de parte de Violeta, ultimándola enfrente de Alan. Patricio y los Rueda; entre Violeta y Jesús logran desactivar la bomba de Ofelia. En la noche, Luz le agradece a Jesús por hacer que su corazón volviera a amar y da su último suspiro a su lado. Los hermanos Rueda y toda la familia sufren tras la muerte de la mamá gallina y se despiden de ella; Wenceslao llega al funeral, pero Jesús es quien recibe el apoyo de sus hijos. A un año después de la muerte de Luz, Jesús muestra a toda la familia un conmovedor video que la mamá gallina grabó para todos. |                                               |                           |                      |

## Producción
La telenovela se presentó el 16 de junio de 2020 durante el Up-front virtual de Univision para la temporada en televisión del periodo 2020-21. La producción inició grabaciones el 9 de noviembre de 2020, en el estado de Guanajuato. La producción marca el debut de la actriz Azela Robinson como directora de escena, quien colabora de la mano de Bonnie Cartas.
Durante las grabaciones en locaciones de Guanajuato, la producción se ha envuelto en una serie de complicaciones debido a la pandemia de COVID-19 en México y la delincuencia en el estado. Mínimos casos de contagios por COVID-19 se presentaron en el personal del equipo de producción, saliendo también afectados el productor Juan Osorio y su hijo Emilio, quien también funge como protagonista juvenil.

### Selección del reparto
El 1 de septiembre de 2020 se había confirmado que José Ron y Ariadne Díaz interpretarían los papeles protagónicos. Sin embargo, el 23 de septiembre de 2020, José Ron anunció que no participaría en la telenovela. El 16 de octubre de 2020, Ariadne Díaz anunció que abandona el rol protagónico por compromisos previos. Elizabeth Álvarez y Karol Sevilla también fueron confirmadas pero ambas decidieron rechazar la telenovela, siendo Lisette Morelos la confirmada para sustituir a Álvarez el 20 de octubre de 2020. El 19 de octubre de 2020 se anunció que Mané de la Parra y Eva Cedeño serían las protagonistas de la telenovela, ese mismo día también se confirmó el resto del elenco, así también reemplazando a Karol Sevilla por Daniela Ordaz Castro como Marisol.

## Audiencia
| Temporada | Horario (CT)                                                                     | Episodios | Primera emisión       | Primera emisión      | Última emisión      | Última emisión       | Prom. de espectadores (millones) |
| Temporada | Horario (CT)                                                                     | Episodios | Fecha                 | Audiencia (millones) | Fecha               | Audiencia (millones) | Prom. de espectadores (millones) |
| --------- | -------------------------------------------------------------------------------- | --------- | --------------------- | -------------------- | ------------------- | -------------------- | -------------------------------- |
| 1         | Lunes a viernes 20:30 - 21:30 h. (eps. 1-100) Domingo 20:30 - 23:00 h. (ep. 101) | 101       | 22 de febrero de 2021 | 3.0                  | 11 de julio de 2021 | 3.8                  | 3.1                              |

## Premios y nominaciones

### Kids' Choice Awards México 2021
| Categoría       | Nominados                  | Resultados |
| --------------- | -------------------------- | ---------- |
| Show favorito   | ¿Qué le pasa a mi familia? | Ganadora   |
| Actriz favorita | Paulina Matos              | Nominada   |
| Actor favorito  | Emilio Osorio              | Ganador    |

### TV Adicto Golden Awards 2021
| Categoría                                      | Nominados                     | Resultados |
| ---------------------------------------------- | ----------------------------- | ---------- |
| Mejores locaciones                             | Mejores locaciones            | Ganadora   |
| Mejor vestuario                                | Mejor vestuario               | Ganadora   |
| Mejor actriz en un papel secundario            | Wendy de los Cobos            | Ganadora   |
| Mejor cambio de actor                          | Fernando Noriega              | Ganador    |
| Mejor protagonista femenina                    | Diana Bracho                  | Ganadora   |
| Mejor pareja                                   | Eva Cedeño y Mane de la Parra | Ganadores  |
| Mejor reparto                                  | Alina Bermúdez Cásarez        | Ganadora   |
| Mejor evento de presentación de una telenovela | Juan Osorio                   | Ganador    |